# ホームアドバンテージ
ホームアドバンテージとは、主にスポーツで本拠地での試合を行うチーム・選手が他者に対して持つ優位のこと。ホームコートアドバンテージ、ホームフィールドアドバンテージとも呼ばれる。
なぜホームアドバンテージなるものがあるのかは必ずしも明らかではないが、本拠地で行う試合の方が成績がよいという事例が様々な種類の競技で見られる。本拠地で試合を行うために移動による疲労が少ないこと、天候・気候に慣れていること、本拠地の試合会場について熟知していること、地元ファンの声援が選手に与える心理的な効果、審判のジャッジに与える心理的影響（ホームタウンディシジョン）、さらに国際試合では時差の影響を受けないこと、などが理由として考えられる。
またアイスホッケーのように明確にホームチームを有利にするルールが存在する場合もある（後述）。
ホームアドバンテージを得るチームの決め方は、成績上位のチームに与える方式や、所属団体ごとの持ち回りにする方式などがある。

## 具体例

### ルールに含まれるホームアドバンテージの例
- アイスホッケーの試合中断時の選手交代はアウェイチームが先に終えなければいけないルール。（ホームチームが相手の出方を窺う事ができる）
- 野球においてサヨナラ勝ちが可能な後攻は、プロ野球・MLBではホームチームが必ず後攻となるルール。（一部の先攻後攻を入れ替えて行う非公式戦を除く）

### ホームアドバンテージがあることを念頭に置いたと思われる[要出典]試合の開催ルールの例
- NFL, NBA, NHLなどのプレーオフではレギュラーシーズンを好成績で収めたチームの本拠地での試合開催が多くなる。（NFLは1試合のみの開催）
- 日本プロ野球のクライマックス・シリーズは複数試合開催されるが全てシーズン成績上位だったチームの本拠地で行われる。
- Bリーグのチャンピオンシップはファイナルを除き上位のホームで開催。